# Римни
Ри́мни (англ. Rhymney, валл. Rhymni) — город, расположенный в округе Кайрфилли в юго-восточном Уэльсе, в пределах исторических границ графства Монмутшир. Вместе с деревнями Понтлотин, Фокриу, Абертисуг, Дери и Нью-Тредегар, Римни образует местную административную единицу Верхняя долина Римни. Коммуна Римни включает в себя город Римни, Понтлотин, Абертисуг, Баттаун и Твинкарно. Римни стал известным городом благодаря песне «Колокола Римни» по стихам Идриса Дэвиса.

## История
В 1624 году был основан приход Бедвелти, охватывающий нижний отдел сотни Вентлуг, в графстве Монмут, на холмистой местности между рекой Рамни и Сирховей. Долина Сирховей была покрыта лесами в то время, имелось несколько ферм и небольшой чугунолитейный завод.
Город был основан после создания Союза металлургии в 1801 году. Железная Компания Римни была основана путём слияния завода Бют и Союза металлургии в 1837 году. На предприятии использовался местный коксующийся уголь, железная руда и известняк. С середины XIX века пара угольных шахт в южной части города были затоплены. Металлургический завод закрыт в 1891 году и к началу XX века в городских шахтах было занято почти всё местное население.

## Образование и транспорт
Городская средняя школа, Rhymney Comprehensive распространяется на близлежащие Фокриу, Понтлотин и Нью-Тредегар. В Римни также есть начальная школа валлийского языка.
В 1999 году колледж Истрад-Минач открыл кампус Колледж Римни. Колледж претерпел быстрый рост числа обучающихся с момента своего открытия. В 2007—2008 учебном году в колледже училось на различных курсах более 700 студентов.
Железнодорожная станция Римни находится на Линии Римни. Особенность этой железной дороги — виадук, который был построен Железнодорожной компанией Римни в 1857 гг., чтобы облегчить путь. Виадук, который был открыт в 1858 году, был спроектирован в 1854 г. английским инженером Джозефом Кьюбитом (1811—1872).